# Suctobelbella lienhardi
Suctobelbella lienhardi är en kvalsterart som beskrevs av Sandór Mahunka 1983. Suctobelbella lienhardi ingår i släktet Suctobelbella och familjen Suctobelbidae. Inga underarter finns listade i Catalogue of Life.